# Deportivo Matagalpa FC
El Salvador Dubois FC es un equipo del departamento de Managua, juega en la Tercera División del fútbol Nicaragüense, hubicado en el grupo B que está compuesto por 10 equipos.

## Plantel 2017
Nómina del equipo y sus dorsales
- 1- Oscar Huete
- 2- Claude Aráuz Blandon
- 3- Milton José Medrano
- 4- Engel Josue Blandón
- 5- Ariel Maradiaga
- 6- José Herrada
- 7- Roberto Carlos Ruiz
- 9- Juan Carlos Tellez
- 10- Amin Molina
- 11- Alexander Jarquín
- 12- Erick López Gutiérrez
- 13-Ronald Picado
- 14- Osman Enoc Silva
- 16- Maynor Josue Zamora
- 17- Félix Joiser Rizo
- 18- Nelson José Rizo
- 19- Guidman Palacios
- 20- Wilfredo Josué Suárez
- 21- Víctor Morales
- 22- Manuel de Jesús Guido
- 23- Gerardo José Zelaya

- Entrenador =  José Alfredo García
- Asistente =   Julio Napoleón Rizo Espinoza